# Hata Kenjiro
Hata Kenjiro (畑 健二郎 (Điền Kiện-Nhị-Lang) Hata Kenjirō, sinh tại Fukuoka, Nhật Bản) là một mangaka người Nhật. Ông là người đã sáng tác loạt truyện manga Chàng quản gia. Ông thích sưu tầm các đồ vật liên quan đến hoạt hình Nhật Bản như figurine. Ông đã kết hôn với diễn viên lồng tiếng Asano Masumi.

## Sự nghiệp
Hata viết Chàng quản gia. Truyện được phát hành dài tập trên tạp chí Weekly Shōnen Sunday của nhà xuất bản Shogakukan từ tháng 10 năm 2004 đến tháng 4 năm 2017. Shogakukan phát hành 52 tập tại Nhật Bản từ tháng 2 năm 2005 đến tháng 6 năm 2017. Truyện được chuyển thể thành series anime và phim truyền hình. Năm 2018, Hata phát hành series Tonikaku Kawaii trên Tuần san Shonen Sunday. 

## Tác phẩm
- God's Rocket Punch! (2002)
- Heroes of the Sea Lifesavers (2003)
- Thunder Goddess Sofia (2003)
- Chàng quản gia (2004–2017)
- Lucky Star: Comic à la Carte (2007)
- Seiyu's Life! (2011; một dōjin manga với vợ của ông Asano Masumi, phát hành dưới tên của circle là Hajimemashite)
- Ad Astra Per Aspera (2015)
- Tonikaku Kawaii (2018–nay)